# Inmigración islandesa en Argentina

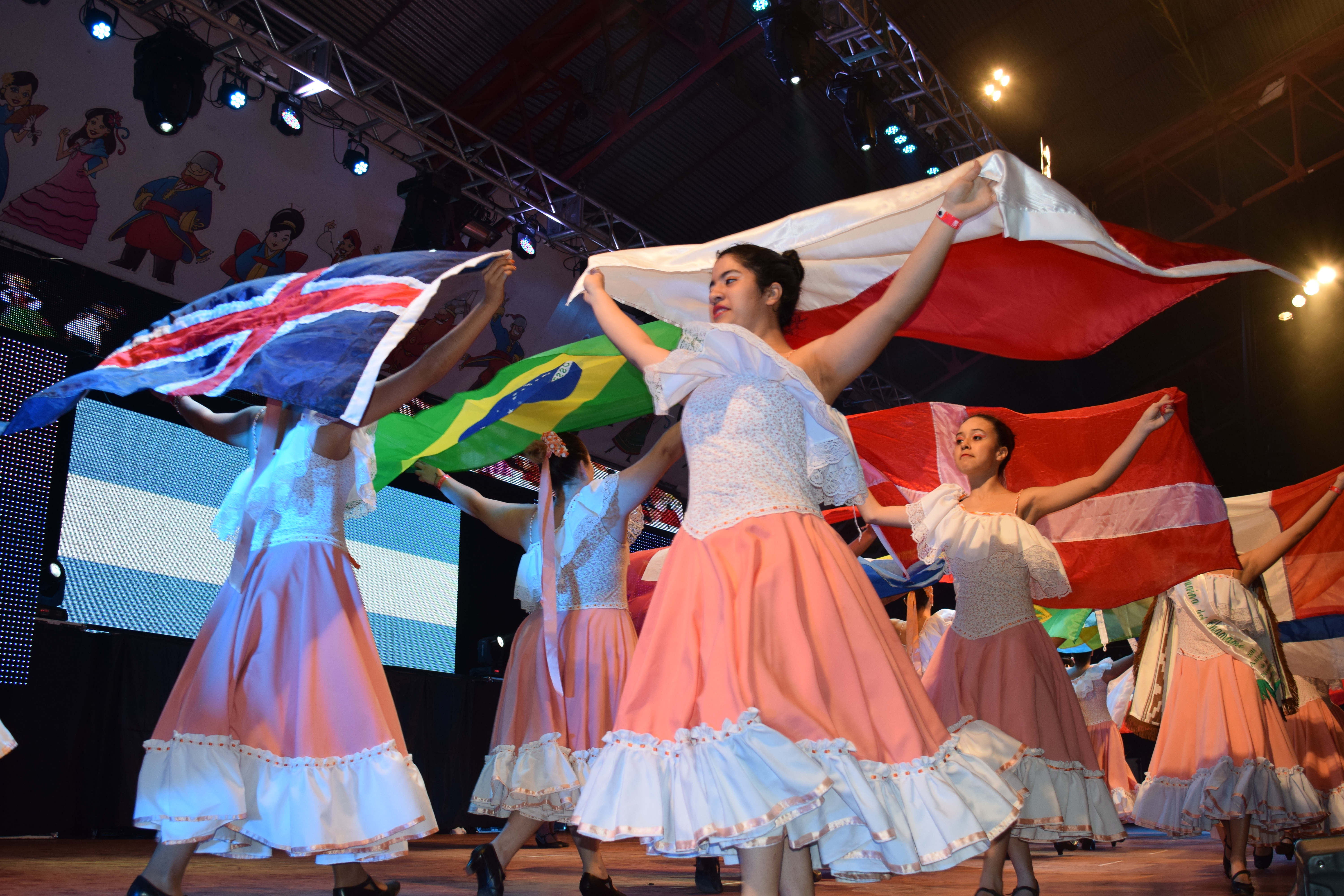
Bandera de Islandia presente en la apertura de la Fiesta Nacional del Inmigrante en Oberá, provincia de Misiones, en 2014.

La inmigración islandesa en Argentina se refiere al movimiento migratorio desde Islandia hacia la Argentina.

## Historia y características
Los pocos islandeses que llegaron a Latinoamérica se establecieron principalmente en el estado de Paraná (sur de Brasil) a principios del siglo XX (familias con los Sondahl y los Barddal o Bárðdal, pioneros en la zona) y sólo algunas familias en Argentina (de apellidos como Magnusson, Johannesson y Gudmundsson) tienen esta ascendencia.
En el Instituto Sueco Argentino (ISA) se dictan clases de idioma islandés desde 2011, con profesores nativos, además de clases de idiomas como el sueco, noruego, finés y estonio, entre otros.
Un inmigrante islandés fue Bjorn Sveinn Bjornsson (1909-1998), hijo del primer Presidente de Islandia (Sveinn Björnsson), que llegó al país en 1949 junto a su esposa la cantante lírica y arpista Nanna Egils (Egilsdóttir) Björnsson y su hija Brynhildur Björnsdóttir.
El pintor Sven Havsteen-Mikkelsen (1912-1999), nacido en Buenos Aires, hijo de un ingeniero noruego de ascendencia islandesa y feroesa, es uno de los descendientes de islandeses más reconocidos.
En 2012, el grupo de islandeses músicos y técnicos que acompañaron a la cantante islandesa Björk en sus conciertos (realizados en el Centro Municipal de Exposiciones), tomaron clases de tango en Escuela La Vikinga (ubicada en el barrio de Balvanera de Buenos Aires) con una profesora de danza de origen islandés, Helen La Vikinga Halldórsdóttir, radicada desde 2004 en Argentina.